# Клавдий Птолемей
Вижте пояснителната страница за други личности с името Птолемей.
Клавдий Птолемей (на гръцки: Κλαύδιος Πτολεμαίος; на латински: Claudius Ptolemaeus), известен и само като Птоломей или Птолемей, е египетски географ, астроном и астролог, разработил модел за движението на планетите около неподвижната Земя, който позволява да се изчисли позицията им на небето. Заедно с теорията на движението на Слънцето и Луната, това е т.нар. Птолемеева система на света.

## Биография
Роден е в Александрия, Египет около 100 година (по други данни около 85 година).Съществуващите произведения на древногръцката литература не дават никаква информация за живота на Птолемей.
Основният му труд в оригинал е озаглавен Μαθηματική σύνταξις, т.е. научно или математическо съчинение и той става известен като „Велико съчинение“ (Μεγάλη Σύνταξις), а учените от средновековна Европа го преоткриват с деформираното арабско име „Алмагест“. В него са систематизирани достиженията на древните учени в областта на астрономията. В „Алмагест“ са изложени и математически знания от линейната и сферична тригонометрия и са дадени решения на някои задачи. В областта на оптиката Птоломей изследва пречупването на светлината.
Неговата книга „География“ е най-известното географско съчинение през Античността и остава ненадминат авторитет до епохата на Великите географски открития.
Най-старият запазен атлас от ръкописни карти е на Клавдий Птолемей, изработен през 2 век. Птолемей събира натрупаните знания за различни земи и морета и съставя известна карта на света, както е известен дотогава. На нея са нанесени много географски обекти и тази карта се използва повече от 14 века.
Умира в Александрия около 160 година (по други данни около 165 година).